# Acacia decurrens
Espèce
Classification phylogénétique
Répartition géographique
Acacia decurrens est une espèce de plantes à fleurs de la famille des Mimosaceae selon la classification classique, ou de celles des Fabaceae selon la classification phylogénétique. C'est un arbuste originaire de Nouvelle-Galles du Sud en Australie.

## Description
C'est un arbuste qui atteint une hauteur de 2 à 10 m et fleurit de juillet à septembre.

## Répartition
Il est originaire de la région des montagnes Bleues, en Nouvelle-Galles du Sud, en Australie. On le rencontre maintenant également en Afrique, en Amérique, en Europe, en Nouvelle-Zélande et dans le Pacifique, l'océan Indien et au Japon.

## Utilisations
On l'utilise pour la fabrication de produits chimiques, la protection de l'environnement et la production de bois. Les fleurs sont comestibles et sont utilisées dans des beignets. Une gomme comestible suinte du tronc de l'arbre et peut être utilisée pour remplacer la gomme arabique par exemple dans la production de gelée de fruits mais elle est tout de même de moindre qualité. L'écorce de l'arbre a des propriétés astringentes mais elle doit être conservée pendant un an avant de pouvoir être utilisée. Il est utilisé comme anti-diarrhéique en médecine. L'écorce contient environ 37-40 % de tanin. Les fleurs sont utilisées pour la production de teinture jaune et les gousses pour la production de teinture verte. C'est un composé chimique organique appelé kaempférol qui donne leur couleur aux fleurs d'Acacia decurrens.

## Culture
Avant de semer les graines, il faut les faire tremper dans l'eau chaude. Les graines gardent leur capacité de germination pendant de nombreuses années.

## Galerie

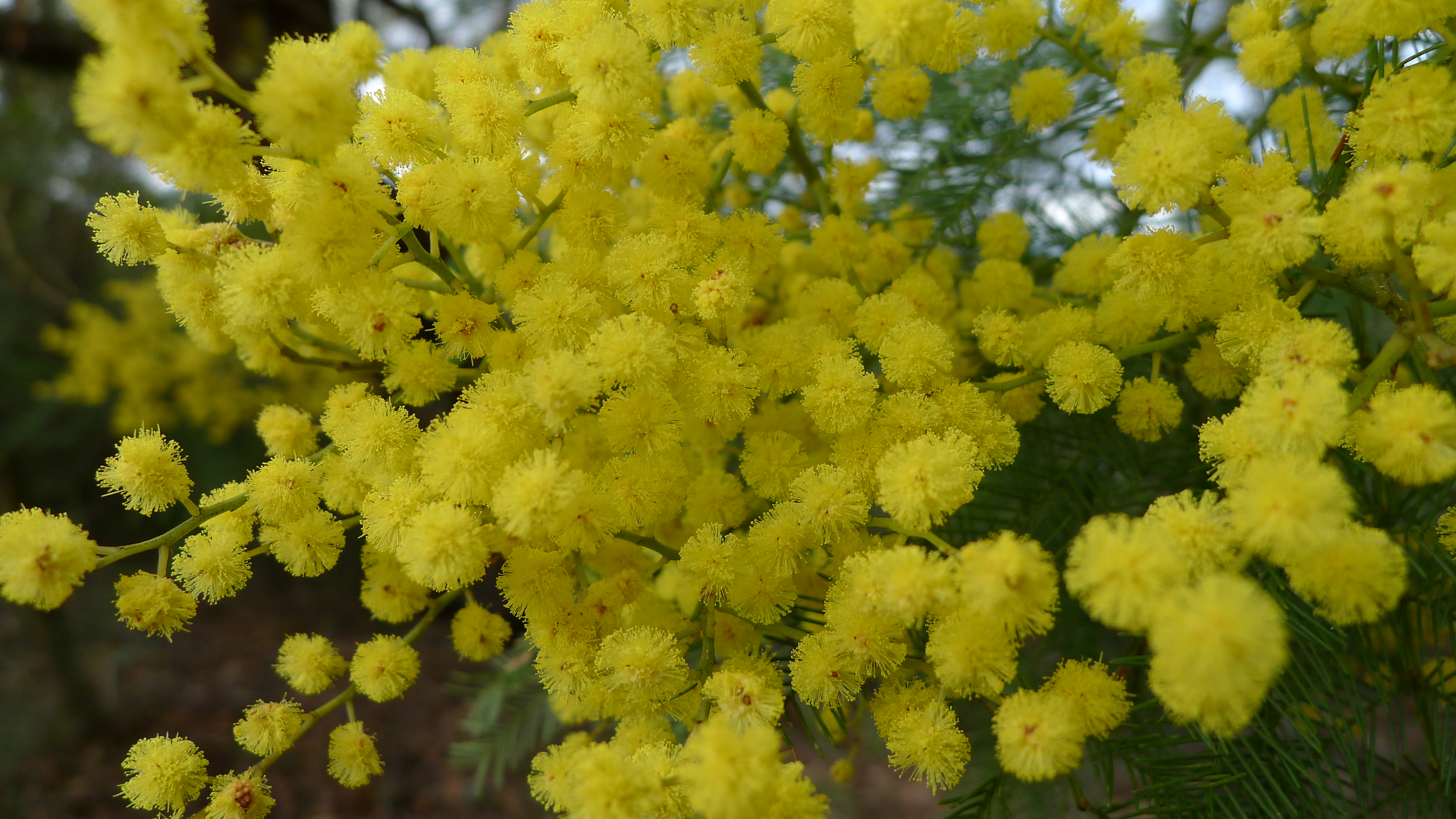
Fleurs.
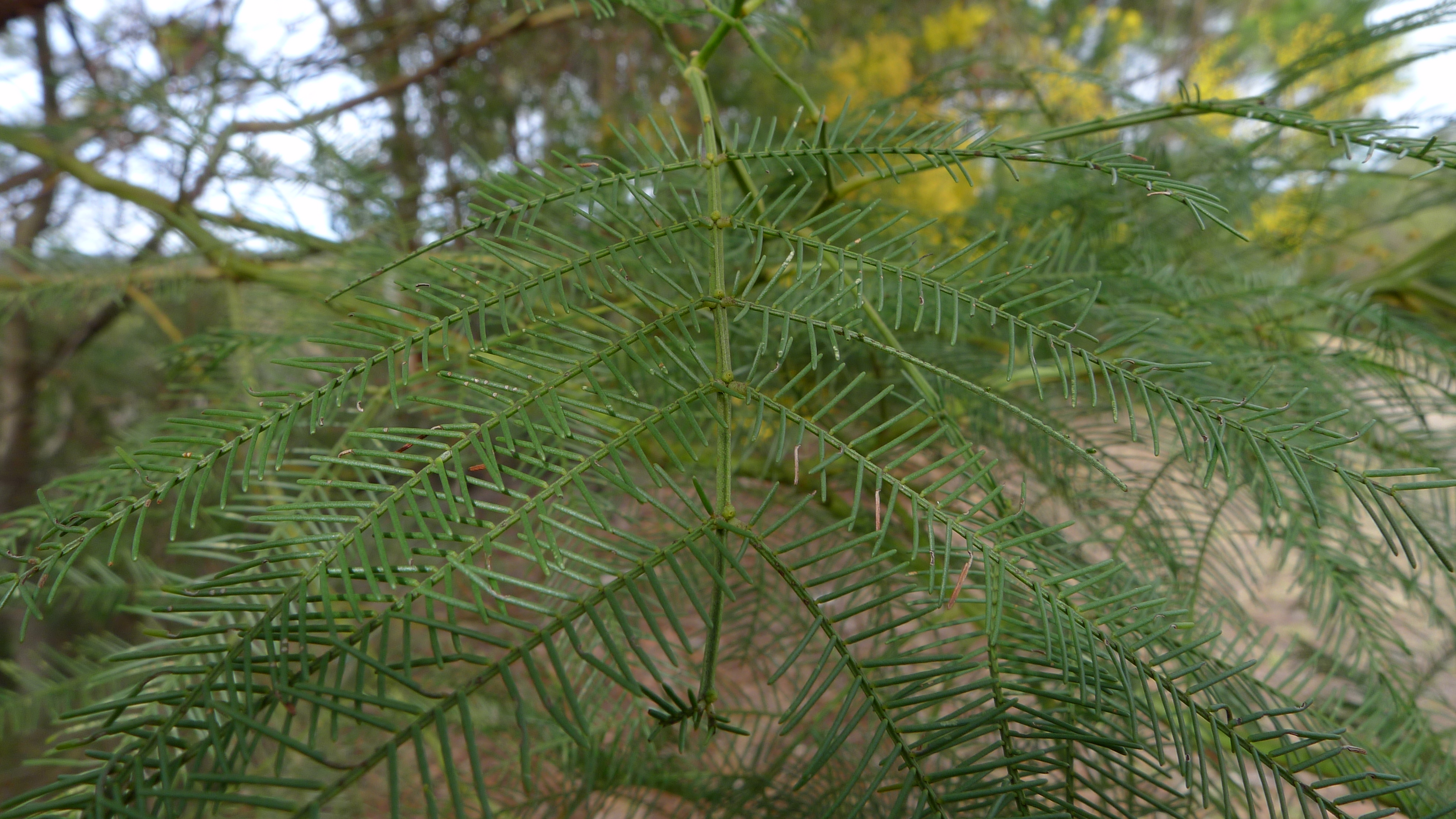
Feuilles.
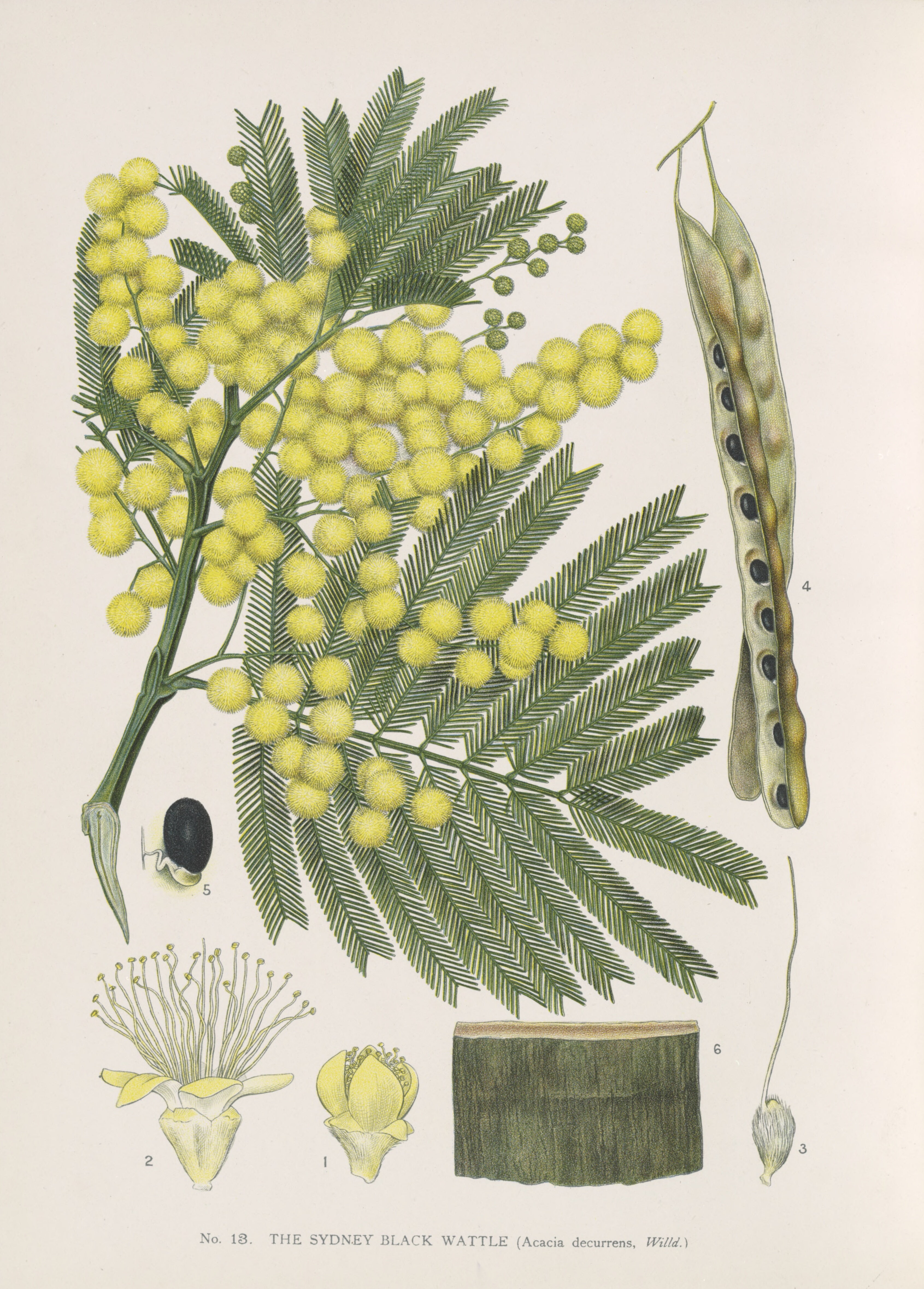
Planche du Government Printing Office.
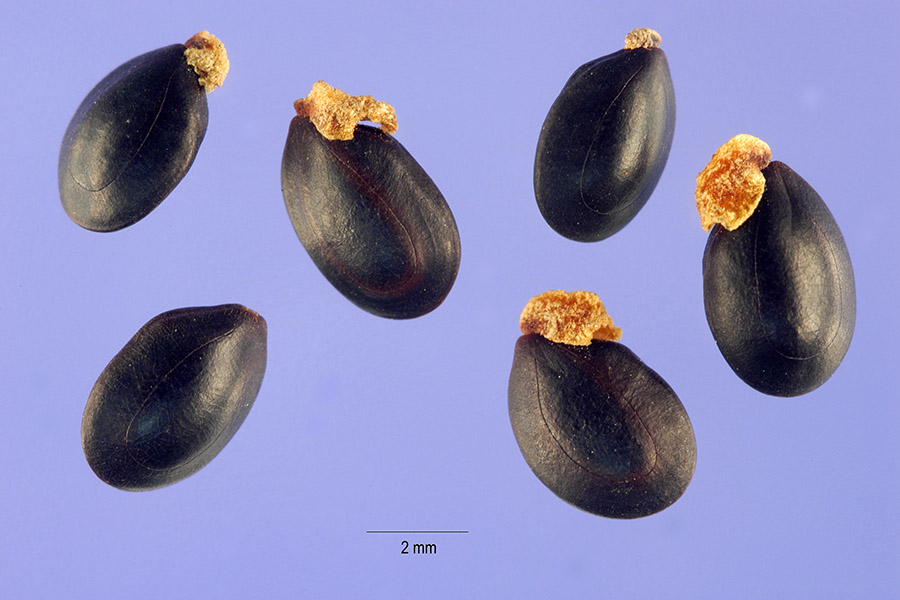
Graines.

## Synonymes
- Mimosa decurrens J.C.Wendl.
- Acacia adenophora Spreng.
- Racosperma decurrens (Willd.) Pedley